# Czernichów (gmina, Petite-Pologne)
Czernichów est une gmina rurale du powiat de Cracovie, Petite-Pologne, dans le sud de la Pologne. Son siège est le village de Czernichów, qui se situe environ 21 km au sud-ouest de la capitale régionale Cracovie.
La gmina couvre une superficie de 83,8 km2 pour une population de 12 851 habitants.

## Géographie
La gmina inclut les villages de Bednarze, Czernichów, Czułówek, Dąbrowa Szlachecka, Kamień, Kłokoczyn, Nowa Wieś Szlachecka, Przeginia Duchowna, Przeginia Narodowa, Ratanice, Rusocice, Rybna, Wołowice et Zagacie.
La gmina borde les gminy de Alwernia, Brzeźnica, Krzeszowice, Liszki, Skawina et Spytkowice.